# Elecciones provinciales de Entre Ríos de 1946
Las elecciones generales de la provincia de Entre Ríos de 1946 tuvieron lugar el domingo 23 de febrero del mencionado año con el objetivo de restaurar las instituciones democráticas constitucionales y autónomas de la provincia después de su intervención federal por parte del gobierno de facto de la dictadura militar surgida de la autodenominada revolución del 43. Se debía elegir al Gobernador y al Vicegobernador en fórmula única, a los 28 escaños de la Cámara de Diputados por medio de un sistema de representación proporcional por listas, y a los 14 escaños de la Cámara de Senadores por medio de escrutinio mayoritario uninominal, considerando a los catorce departamentos de la provincia como distritos únicos. Se eligieron también intendentes y concejales de todos los municipios autónomos de la provincia. Los comicios se celebraron al mismo tiempo que las elecciones presidenciales y legislativas a nivel nacional.
En consonancia con las elecciones nacionales, en las que Juan Domingo Perón fue elegido presidente, dando inicio al movimiento histórico conocido como peronismo, el candidato del Partido Laborista y de la coalición que apoyaba a Perón, Héctor Domingo Maya, fue elegido gobernador por estrecho margen con el 42,56% de los votos contra el 38,42% obtenido por Fermín J. Garay, de la Unión Cívica Radical (UCR), y vicegobernador electo en 1943 que no había llegado a asumir por el golpe de Estado. En tercer y último lugar quedó Pedro Radio, del Partido Demócrata Nacional (PDN) y excandidato a gobernador también en las anteriores elecciones, con un 19,02%. La participación fue del 76,39% del electorado registrado. Maya triunfó en Paraná, Concordia, Gualeguaychú, La Paz, Diamante, Gualeguay, Nogoyá, y Federación. Garay se impuso en Colón, Villaguay, Tala, y Feliciano. Radio solo triunfó en Victoria, su departamento natal.
Con respecto al plano legislativo, el naciente peronismo logró la mayoría en ambas cámaras de la legislatura. En la Cámara de Diputados obtuvo 15 bancas contra 8 del radicalismo y 5 del PDN. En el Senado Provincial, por su parte, el peronismo obtuvo las 9 bancas correspondientes a los nueve departamentos donde ganó, la UCR se quedó con cuatro y el PDN obtuvo la banca por Victoria, con José Figueredo como candidato. El Partido Laborista se quedó también con la mayoría de los gobiernos municipales. Los cargos electos asumieron el 22 de mayo.

## Resultados

### Gobernador y Vicegobernador
|  | 42,56 % |

|  | 38,42 % |

|  | 19,02 % |

|  | 100 % |

|  | 76,39 % |

### Cámara de Diputados
|  | 42,34 % |

|  | 35,91 % |

|  | 17,57 % |

|  | 2,71 % |

|  | 1,47 % |

|  | 100 % |

|  | 75,00 % |

### Cámara de Senadores
|  | 42,71 % |

|  | 38,07 % |

|  | 18,62 % |

|  | 0,60 % |

|  | 100 % |

|  | 75,62 % |

#### Resultados por departamentos
| Colón 1 Senador                     | Colón 1 Senador                          | Colón 1 Senador | Colón 1 Senador | Colón 1 Senador       |
| Partido/Alianza                     | Partido/Alianza                          | Votos           | %               | Electo                |
| ----------------------------------- | ---------------------------------------- | --------------- | --------------- | --------------------- |
|                                     | Unión Cívica Radical                     | 3.329           | 41,41           | Laurentino O. García  |
|                                     | Partido Demócrata Nacional               | 2.364           | 29,41           |                       |
|                                     | Partido Laborista - UCR Junta Renovadora | 2.346           | 29,18           |                       |
| Total de votos                      | Total de votos                           | 8.039           | 100             |                       |
| Electores registrados/participación | Electores registrados/participación      | 10.503          | 76,54           |                       |
| Concordia 1 Senador                 |                                          |                 |                 |                       |
| Partido/Alianza                     | Partido/Alianza                          | Votos           | %               | Electo                |
|                                     | Partido Laborista - UCR Junta Renovadora | 9.362           | 57,37           | José Luis Miranda     |
|                                     | Unión Cívica Radical                     | 5.258           | 32,22           |                       |
|                                     | Partido Demócrata Nacional               | 1.416           | 8,68            |                       |
|                                     | Partido Socialista                       | 283             | 1,73            |                       |
| Total de votos                      | Total de votos                           | 16.319          | 100             |                       |
| Electores registrados/participación | Electores registrados/participación      | 22.089          | 73,88           |                       |
| Diamante 1 Senador                  |                                          |                 |                 |                       |
| Partido/Alianza                     | Partido/Alianza                          | Votos           | %               | Electo                |
|                                     | Partido Laborista - UCR Junta Renovadora | 3.395           | 47,03           | José Vidal            |
|                                     | Unión Cívica Radical                     | 2.925           | 40,52           |                       |
|                                     | Partido Demócrata Nacional               | 899             | 12,45           |                       |
| Total de votos                      | Total de votos                           | 7.219           | 100             |                       |
| Electores registrados/participación | Electores registrados/participación      | 9.543           | 75,65           |                       |
| Federación 1 Senador                |                                          |                 |                 |                       |
| Partido/Alianza                     | Partido/Alianza                          | Votos           | %               | Electo                |
|                                     | Partido Laborista - UCR Junta Renovadora | 2.747           | 43,07           | Nicolás D'Angelo      |
|                                     | Unión Cívica Radical                     | 2.539           | 39,81           |                       |
|                                     | Partido Demócrata Nacional               | 1.092           | 17,12           |                       |
| Total de votos                      | Total de votos                           | 6.378           | 100             |                       |
| Electores registrados/participación | Electores registrados/participación      | 8.094           | 78,80           |                       |
| Feliciano 1 Senador                 |                                          |                 |                 |                       |
| Partido/Alianza                     | Partido/Alianza                          | Votos           | %               | Electo                |
|                                     | Unión Cívica Radical                     | 1.445           | 44,39           | Federico Lanús        |
|                                     | Partido Demócrata Nacional               | 1.136           | 34,90           |                       |
|                                     | Partido Laborista - UCR Junta Renovadora | 674             | 20,71           |                       |
| Total de votos                      | Total de votos                           | 3.255           | 100             |                       |
| Electores registrados/participación | Electores registrados/participación      | 4.364           | 74,59           |                       |
| Gualeguay 1 Senador                 |                                          |                 |                 |                       |
| Partido/Alianza                     | Partido/Alianza                          | Votos           | %               | Electo                |
|                                     | Partido Laborista - UCR Junta Renovadora | 4.133           | 46,31           | José Costa Comesaña   |
|                                     | Unión Cívica Radical                     | 3.534           | 39,60           |                       |
|                                     | Partido Demócrata Nacional               | 1.258           | 14,10           |                       |
| Total de votos                      | Total de votos                           | 8.925           | 100             |                       |
| Electores registrados/participación | Electores registrados/participación      | 12.078          | 73,89           |                       |
| Gualeguaychú 1 Senador              |                                          |                 |                 |                       |
| Partido/Alianza                     | Partido/Alianza                          | Votos           | %               | Electo                |
|                                     | Partido Laborista - UCR Junta Renovadora | 8.623           | 55,01           | Guillermo T. Darreche |
|                                     | Unión Cívica Radical                     | 4.492           | 28,66           |                       |
|                                     | Partido Demócrata Nacional               | 2.559           | 16,33           |                       |
| Total de votos                      | Total de votos                           | 15.674          | 100             |                       |
| Electores registrados/participación | Electores registrados/participación      | 20.844          | 75,20           |                       |
| La Paz 1 Senador                    |                                          |                 |                 |                       |
| Partido/Alianza                     | Partido/Alianza                          | Votos           | %               | Electo                |
|                                     | Partido Laborista - UCR Junta Renovadora | 4.308           | 37,16           | Raúl Gavilán          |
|                                     | Unión Cívica Radical                     | 3.971           | 34,26           |                       |
|                                     | Partido Demócrata Nacional               | 3.313           | 28,58           |                       |
| Total de votos                      | Total de votos                           | 11.592          | 100             |                       |
| Electores registrados/participación | Electores registrados/participación      | 15.282          | 75,85           |                       |
| Nogoyá 1 Senador                    |                                          |                 |                 |                       |
| Partido/Alianza                     | Partido/Alianza                          | Votos           | %               | Electo                |
|                                     | Partido Laborista - UCR Junta Renovadora | 3.535           | 36,63           | Horacio Mernes        |
|                                     | Unión Cívica Radical                     | 3.345           | 34,66           |                       |
|                                     | Partido Demócrata Nacional               | 2.770           | 28,70           |                       |
| Total de votos                      | Total de votos                           | 9.650           | 100             |                       |
| Electores registrados/participación | Electores registrados/participación      | 12.710          | 75,92           |                       |
| Paraná 1 Senador                    |                                          |                 |                 |                       |
| Partido/Alianza                     | Partido/Alianza                          | Votos           | %               | Electo                |
|                                     | Partido Laborista - UCR Junta Renovadora | 13.409          | 43,67           | Fausto B. Pajares     |
|                                     | Unión Cívica Radical                     | 12.596          | 41,02           |                       |
|                                     | Partido Demócrata Nacional               | 4.050           | 13,19           |                       |
|                                     | Partido Socialista                       | 650             | 2,12            |                       |
| Total de votos                      | Total de votos                           | 30.705          | 100             |                       |
| Electores registrados/participación | Electores registrados/participación      | 40.343          | 76,11           |                       |
| Tala 1 Senador                      |                                          |                 |                 |                       |
| Partido/Alianza                     | Partido/Alianza                          | Votos           | %               | Electo                |
|                                     | Unión Cívica Radical                     | 2.569           | 40,75           | Juan Carlos Bahler    |
|                                     | Partido Laborista - UCR Junta Renovadora | 1.977           | 31,36           |                       |
|                                     | Partido Demócrata Nacional               | 1.758           | 27,89           |                       |
| Total de votos                      | Total de votos                           | 6.304           | 100             |                       |
| Electores registrados/participación | Electores registrados/participación      | 8.438           | 74,71           |                       |
| Uruguay 1 Senador                   |                                          |                 |                 |                       |
| Partido/Alianza                     | Partido/Alianza                          | Votos           | %               | Electo                |
|                                     | Partido Laborista - UCR Junta Renovadora | 6.572           | 49,22           | Pablo Galeano         |
|                                     | Unión Cívica Radical                     | 5.280           | 39,54           |                       |
|                                     | Partido Demócrata Nacional               | 1.501           | 11,24           |                       |
| Total de votos                      | Total de votos                           | 13.353          | 100             |                       |
| Electores registrados/participación | Electores registrados/participación      | 17.518          | 76,22           |                       |
| Victoria 1 Senador                  |                                          |                 |                 |                       |
| Partido/Alianza                     | Partido/Alianza                          | Votos           | %               | Electo                |
|                                     | Partido Demócrata Nacional               | 3.550           | 44,28           | José Figueredo        |
|                                     | Unión Cívica Radical                     | 3.011           | 37,55           |                       |
|                                     | Partido Laborista - UCR Junta Renovadora | 1.457           | 18,18           |                       |
| Total de votos                      | Total de votos                           | 8.018           | 100             |                       |
| Electores registrados/participación | Electores registrados/participación      | 10.436          | 76,83           |                       |
| Villaguay 1 Senador                 |                                          |                 |                 |                       |
| Partido/Alianza                     | Partido/Alianza                          | Votos           | %               | Electo                |
|                                     | Unión Cívica Radical                     | 4.884           | 48,73           | Emilio Poitevin       |
|                                     | Partido Laborista - UCR Junta Renovadora | 3.861           | 38,52           |                       |
|                                     | Partido Demócrata Nacional               | 1.278           | 12,75           |                       |
| Total de votos                      | Total de votos                           | 10.023          | 100             |                       |
| Electores registrados/participación | Electores registrados/participación      | 13.321          | 75,24           |                       |